# Matias Loppi
Matias Loppi (Helsinki, 22 marzo 1980) è un ex hockeista su ghiaccio finlandese, già centro dell'SV Caldaro in Serie A2.

## Carriera
Ha giocato perlopiù nel massimo campionato del suo paese, la SM-Liiga, indossando a più riprese le maglie dell'HIFK, del SaiPa, del HPK e del Pelicans Lahti. In patria ha giocato anche nella Mestis, con Jääurheiluseura Haukat, Kiekko-Vantaa e, per i primi due incontri del campionato 2012-2013, KooKoo Kouvola.
Vanta tuttavia anche alcune esperienze all'estero: nella seconda serie svedese, l'Allsvenskan, con il Piteå HC, nella massima serie tedesca, la DEL, con gli Hamburg Freezers, e nella Serie A italiana con l'SV Caldaro, nell'unica stagione che la squadra ha disputato in massima serie, il 2003-2004. Dopo diversi anni Loppi è tornato a Caldaro, in Serie A2, preferendo la squadra altoatesina al KooKoo Kouvola.